# 西半山

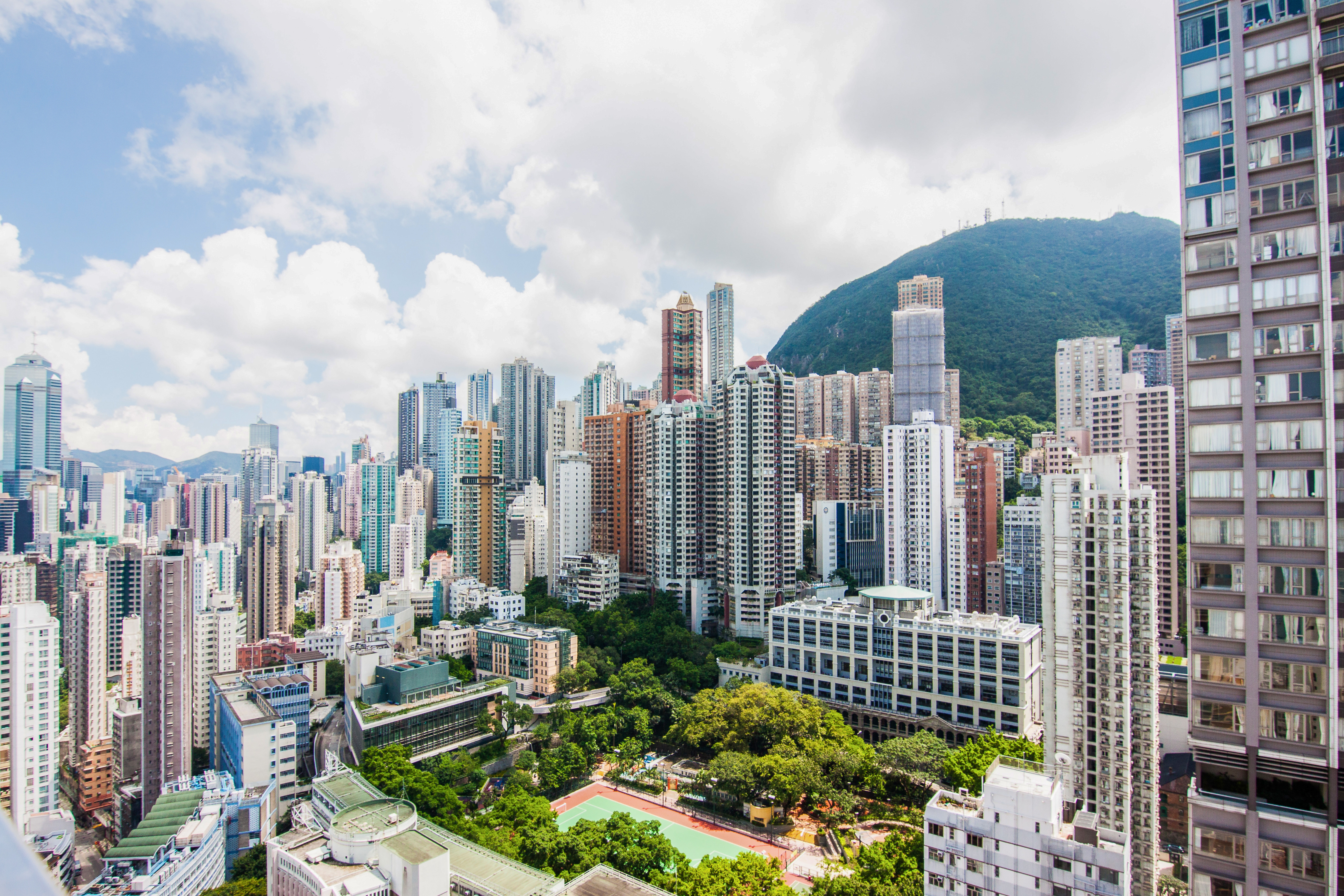
Middle_Hill_Residential_near_Sai_Ying_Pun_201709

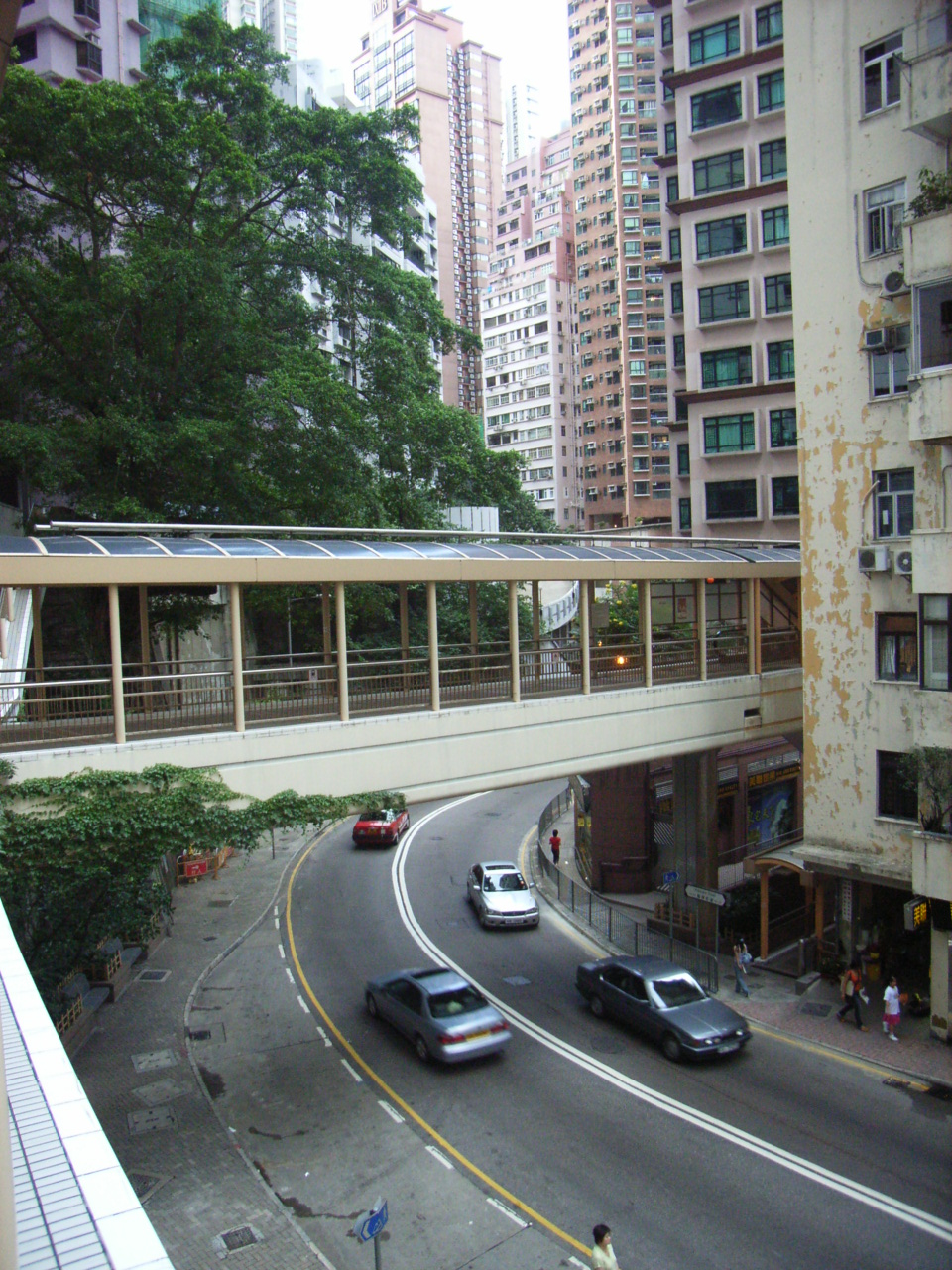
西半山羅便臣道的中環至半山扶手電梯

西半山（英語：Mid-levels West）是香港一個傳統豪宅區的俗稱，為港島四大半山片區之一。位於西營盤至中環的上方。地方行政屬於中西區。

## 地理
西半山位於堅道及般咸道的南面，太平山的北面，西面與薄扶林接讓，東面與中半山接讓。

## 現況
西半山為中產階級至富豪階級人士的集中地，既有小型開放式單位，亦有大型單位和豪宅，不同大廈的家庭住戶收入中位數可相距極遠。
堅道、摩羅廟街為區內最多小型單位的地方，這些路段鄰近中上環辦公室，有大量上班一族的上車盤需求，使這些路段有不少的細單位。而羅便臣道則以中型至大型單位為主亦有小量開放式單位，有別於中半山大部分單位為1,000尺以上，因此兩者造成極大對比。
而干德道、旭龢道和寶珊道則為大型單位的地方，這些道路為香港最富有的地方之一。此外，寶珊道亦建有獨立屋。

## 相關名人
- 薛家燕
- 陳法拉
- 梁詠琪
- 鄭欣宜
- 舒淇

## 建築物
- 香港大學
- 聖保羅書院
- 英皇書院
- 聖士提反女子中學
- 英華女學校
- 高主教書院
- 香港聖公會聖士提反堂
- 孫中山紀念館
- 雍景臺
- 天匯
- 殷樺花園
- 羅便臣道80號
- 羅便臣道31號
- 蔚然
- 瀚然
- Cluny Park
- 璈珀
- 輝煌豪園
- 瑧環
- 嘉威花園
- 應彪大廈

## 交通

### 道路
- 堅道
- 般咸道
- 柏道
- 羅便臣道2-125號
- 干德道
- 旭龢道
- 寶珊道
- 衛城道
- 克頓道
- 摩羅廟街
- 西摩道
- 列堤頓道
- 巴丙頓道
- 薄扶林道